# Fujiwara no Tokihira
Fujiwara no Tokihira (japanski 藤原 時平, ふじわら の ときひら ) (13. godina Jōgana / 871. – 4. dan 4. mjesec 9. godina Engija / 26. travnja 909.) bio je japanski plemić (kuge), dvorjanin, dostojanstvenik i političar iz klana Fujiware koji je živio u razdoblju Heianu.
Otac mu je poznati državnik državnika Fujiwara no Mototsune.  Brat je Tadahire i Nakahire.
U povijesti je poznat po tome što je 900. godine optužio političara Sugawaru no Michizanea da se urotio protiv cara, što je za ishod imalo da je Michizane izgnan u Dazaifu na Kyūshūu.